# Givors
Givors – miejscowość i gmina we Francji, w regionie Owernia-Rodan-Alpy, w departamencie Rodan.
Według danych na rok 1990 gminę zamieszkiwało 19 777 osób, a gęstość zaludnienia wynosiła 1141 osób/km² (wśród 2880 gmin regionu Rodan-Alpy Givors plasuje się na 34. miejscu pod względem liczby ludności, natomiast pod względem powierzchni na miejscu 632.).

## Galeria

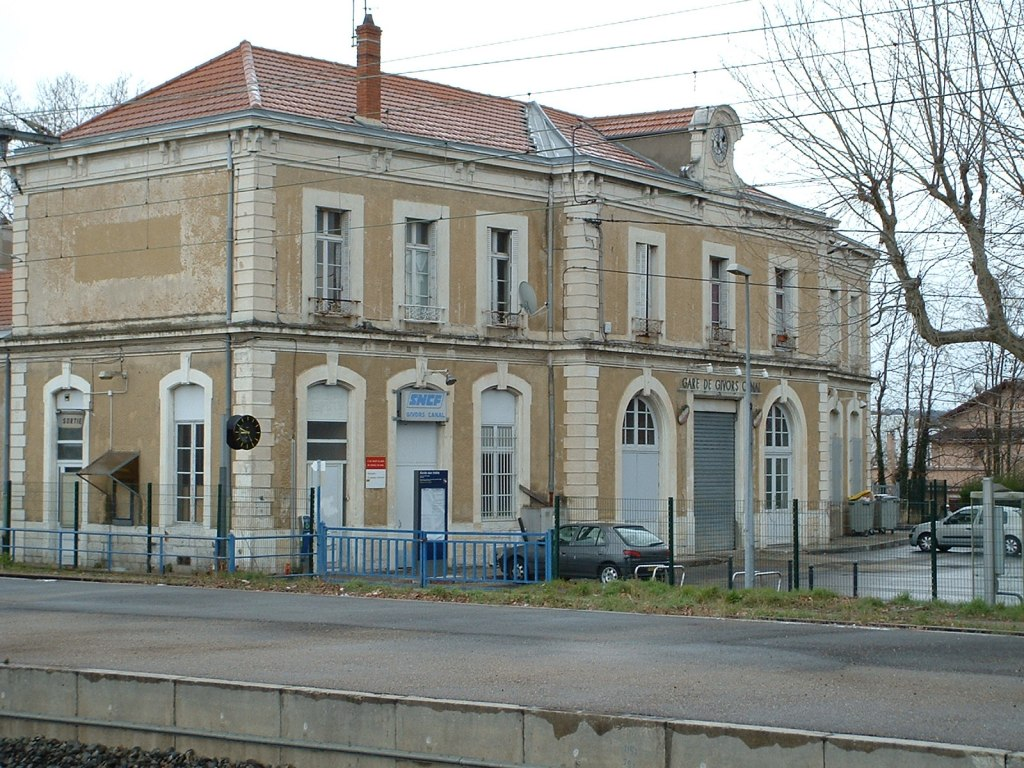
Dworzec kolejowy w Givors, 2008

## Współpraca
- Aïn Bénian, Algieria
- Döbeln, Niemcy
- Nowopołock, Białoruś
- Alaquàs, Hiszpania
- Orvieto, Włochy
- Gavinané, Mali
- Vila Nova de Famalicão, Portugalia